# Sobralia bletiae
Sobralia bletiae är en orkidéart som beskrevs av Heinrich Gustav Reichenbach. Sobralia bletiae ingår i släktet Sobralia och familjen orkidéer. Inga underarter finns listade i Catalogue of Life.